# Professionalnaja futbalnaja liga
Professionalnaja futbalnaja liga (rusky: Первенство Профессиональной футбольной лиги), dříve nazývána jako Vtoroj divizion (rusky: Второй дивизион) je třetí nejvyšší fotbalová soutěž a zároveň i poslední ligová soutěž pořádaná na území Ruska. Pořádá se od roku 1992.

## Názvy soutěže
Zdroj: 
- 1992–1997: Vtoraja liga
- 1998–2010: Vtoroj divizion
- 2010– : Professionalnaja futbalnaja liga